# Paweł Śpica
Paweł Śpica (ur. 26 lipca 1993 w Koszalinie) – polski koszykarz występujący na pozycji rozgrywającego lub rzucającego obrońcy. Obecnie zawodnik klubu KKS Tur Bielsk Podlaski. Jest wychowankiem AZS Koszalin. Były reprezentant Polski w kategoriach juniorskich. Wicemistrz świata do lat 17 z 2010 roku. Brązowy medalista Polskiej Ligi Koszykówki z sezonu 2012/2013.

## Życiorys

### Kariera klubowa
Śpica jest wychowankiem AZS Koszalin. Na centralnym poziomie rozgrywek ligowych zadebiutował w sezonie 2009/2010, kiedy w barwach OSSM PZKosz Warszawa występował w II lidze. W sumie w latach 2009–2011 na tym poziomie rozgrywek rozegrał w OSSM-ie 43 mecze. W sezonie 2010/2011 zadebiutował także w Polskiej Lidze Koszykówki, rozgrywając 1 spotkanie w Polonii Warszawa. W sezonie 2011/2012 ponownie występował w II lidze, tym razem w klubie AZS UWM Olsztyn, rozgrywając w sumie 20 meczów ligowych.
W kolejnym sezonie został włączony do składu pierwszej drużyny swojego macierzystego klubu. W AZS-ie rozegrał 11 meczów w PLK, zdobywając przeciętnie 0,4 punktu i 0,5 zbiórki w spotkaniu. Wraz z koszalińskim klubem zdobył także brązowy medal Polskiej Ligi Koszykówki. W sezonie 2013/2014 Śpica został zawodnikiem I-ligowego wówczas klubu MCKiS Jaworzno. Rozegrał w nim 24 spotkania ligowe, w których zdobywał średnio po 9,3 punktu, 1,3 zbiórki i po 1 asyście i przechwycie na mecz. Latem 2014 roku został zawodnikiem zespołu KUKS Koszalin, debiutującego w sezonie 2014/2015 w II lidze. W klubie tym rozegrał 8 meczów na tym poziomie rozgrywkowym, zdobywając przeciętnie po 11,9 punktu i 3,1 zbiórki. W styczniu 2016 roku ponownie został graczem AZS Koszalin, który zgłosił go do rozgrywek PLK.

### Kariera reprezentacyjna
Śpica jest reprezentantem Polski w kategoriach juniorskich. W 2010 roku wraz z reprezentacją Polski do lat 17 zdobył wicemistrzostwo świata w tej kategorii wiekowej. Podczas tego turnieju wystąpił w 6 meczach, zdobywając w sumie 5 punktów, 3 asysty i 2 zbiórki. Ponadto w 2009 roku z kadrą Polski do lat 16 zajął 4. pozycję w mistrzostwach Europy do lat 16, a w 2011 roku z reprezentacją do lat 19 7. miejsce w mistrzostwach świata w tej kategorii wiekowej.